# Hrobka Lambergů (Nezamyslice)
Hrobka Lambergů je pohřební kaple sv. Erazima pro příslušníky šlechtického rodu Lambergů v Nezamyslicích v okrese Klatovy. Nachází se na hřbitově na západ od kostela Nanebevzetí Panny Marie. Kapli založil Jindřich Liebsteinský z Kolowrat v první polovině 17. století. V roce 1815 byla pod kaplí nákladem knížete Karla Evžena z Lambergu zřízena rodová hrobka Lambergů, na počátku 60. let 19. století byla kaple novogoticky upravena. Poslední pohřeb se zde odehrál v roce 1889. Hrobová kaple je ve vlastnictví Římskokatolické farnosti Nezamyslice u Horažďovic a je památkově chráněná.

## Historie
Lambergové vlastnili žichovické panství, k němuž patřily i Nezamyslice, od roku 1709. Tehdy je od Marie Anny Iselinové z Lanau koupil pasovský biskup Jan Filip z Lambergu (1651–1712). Biskup vytvořil ze statků Žichovice, Rabí, Budětice, Žihobce a Strádaly fideikomis, který byl za jeho synovce Františka Antonína z Lambergu (1678–1759) v roce 1716 zapsán do desk zemských. České statky byly Lambergům znárodněny v roce 1945.

### Kaple

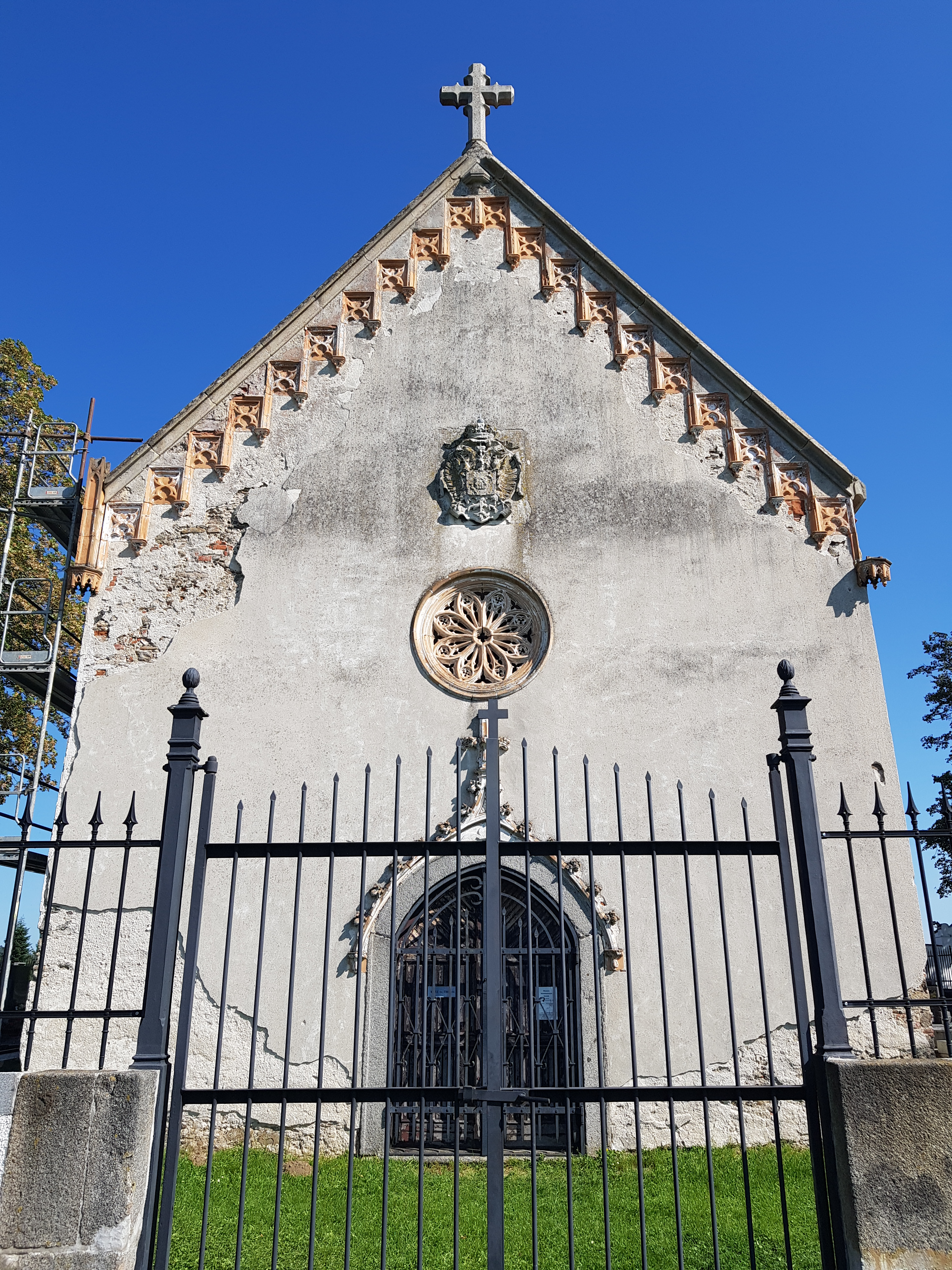
Průčelí kaple

Vysoký zemský úředník Jindřich Liebsteinský z Kolowrat (1570–1646), který byl od roku 1603 majitelem žichovického panství a který také  přestavěl žichovickou tvrz na renesanční zámek, nechal kapli sv. Erazima postavit snad na místě starší stavby v první polovině 17. století v raně barokním stylu.
V roce 1815 byla pod kaplí zřízena hrobka. Na popud své manželky Bedřišky Žofie z Oettingen-Wallersteinu (1776–1831) ji nechal zbudovat kníže Karel Evžen z Lambergu (1764–1831) poté, co se na trvalo přestěhovali do Čech. K přesídlení do Čech vedla rodinu pravděpodobně touha změnit prostředí, protože v Salcburku jim vesměs krátce po narození zemřelo pět dětí. Jejich ostatky byly převezeny ze Salcburku a uloženy ve zdejší nové hrobce.
Za následujícího majitele žichovického velkostatku Gustava Jáchyma z Lambergu (1812–1862) byla kaple v roce 1860 novogoticky upravena a přeměněna v reprezentativní rodovou hrobku. Blízké okolí kaple se proměnilo v anglický park, který byl ohrazen litinovými mřížemi. Původní vnitřní vybavení bylo nahrazeno novým, které na doporučení spisovatele a prvního zemského konzervátora pro památkovou péči v Horních Rakousích Adalberta Stiftera (1805–1868) vytvořil řezbář Jan Rint (1814–?) z východočeského Kuksu, který pracoval mj. i na interiérech buquoyského hradu Rožmberk. Rint vyřezal oltář, lampu na věčné světlo, západní emporu i nástěnné ozdoby. Kresby k ozdobám kůru jsou prací řezbářova syna Josefa Rinta. Lavice jsou dílem vídeňského řezbáře Matyášovského z roku 1861. Před umístěním do kaple v roce 1862 byly řezbářské práce vystaveny v Linci.
V roce 1862 se do hrobky vloupali dva lupiči a ukradli víko rakve komtesy Emilie Františky. Byli však dopadeni.
V roce 1936 byly na vnitřní stěny instalovány náhrobní desky z rodové hrobky v Salcburku.
Po Sametové revoluci byly z kaple ukradeny všechny sošky z lavic a sochy sv. Erazima a Karla Boromejského stejně jako sošky andělů z oltáře. V 90. letech 20. století se však také započalo s restaurováním stavby.

## Architektura

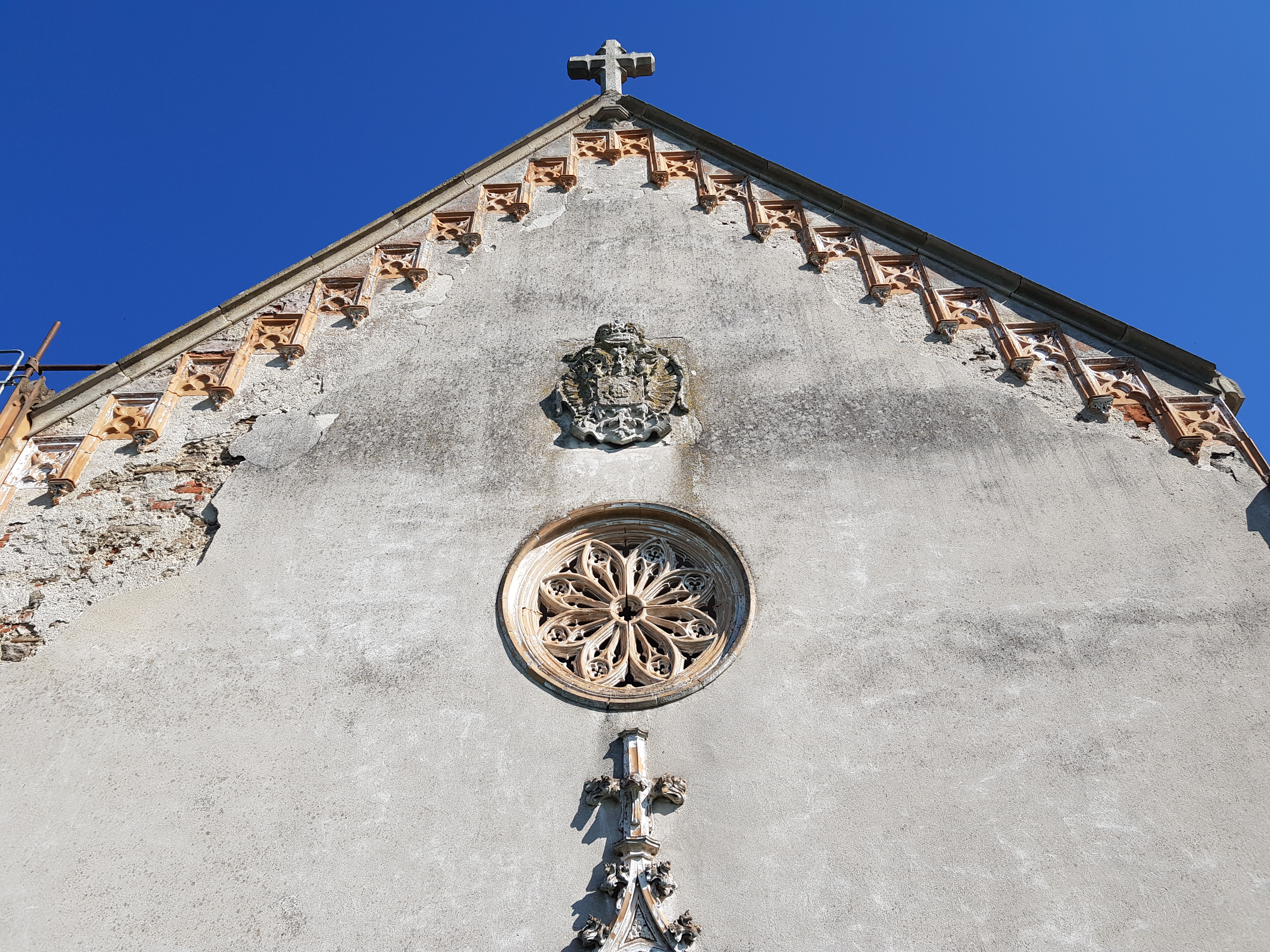
Detail průčelí – erb a rozeta

Kaple je orientována, má obdélný půdorys o rozměrech 11,3 x 9 metrů, na východě je zakončena užším presbytářem, který má na vnější straně  podobu půlkruhovité apsidy a uvnitř je trojboký. Vnější fasáda stavby je jednoduchá, novogotické tvary má šestice oken a průčelí. Západní štít je hladce omítnutý, jeho ramena chrání kamenné desky. Pod nimi je pravoúhle zalamovaný vlys s motivem malých kružeb a konzolek z keramických tvarovek. V ose průčelí se nachází portál s tupě lomeným záklenkem, kolem archivolty je pás posetý kraby a křížovou kytkou na vrcholu. Nad vstupem je v úrovni patra terakotová rozeta s motivem kružeb, nad kruhovým oknem je zazděn kamenný erb. V podélných stěnách jsou vždy dvě na výšku obdélná okna zakončená lomeným obloukem.
Střecha je sedlová s prejzy, nad závěrem presbytáře jsou tři valby.

## Interiér

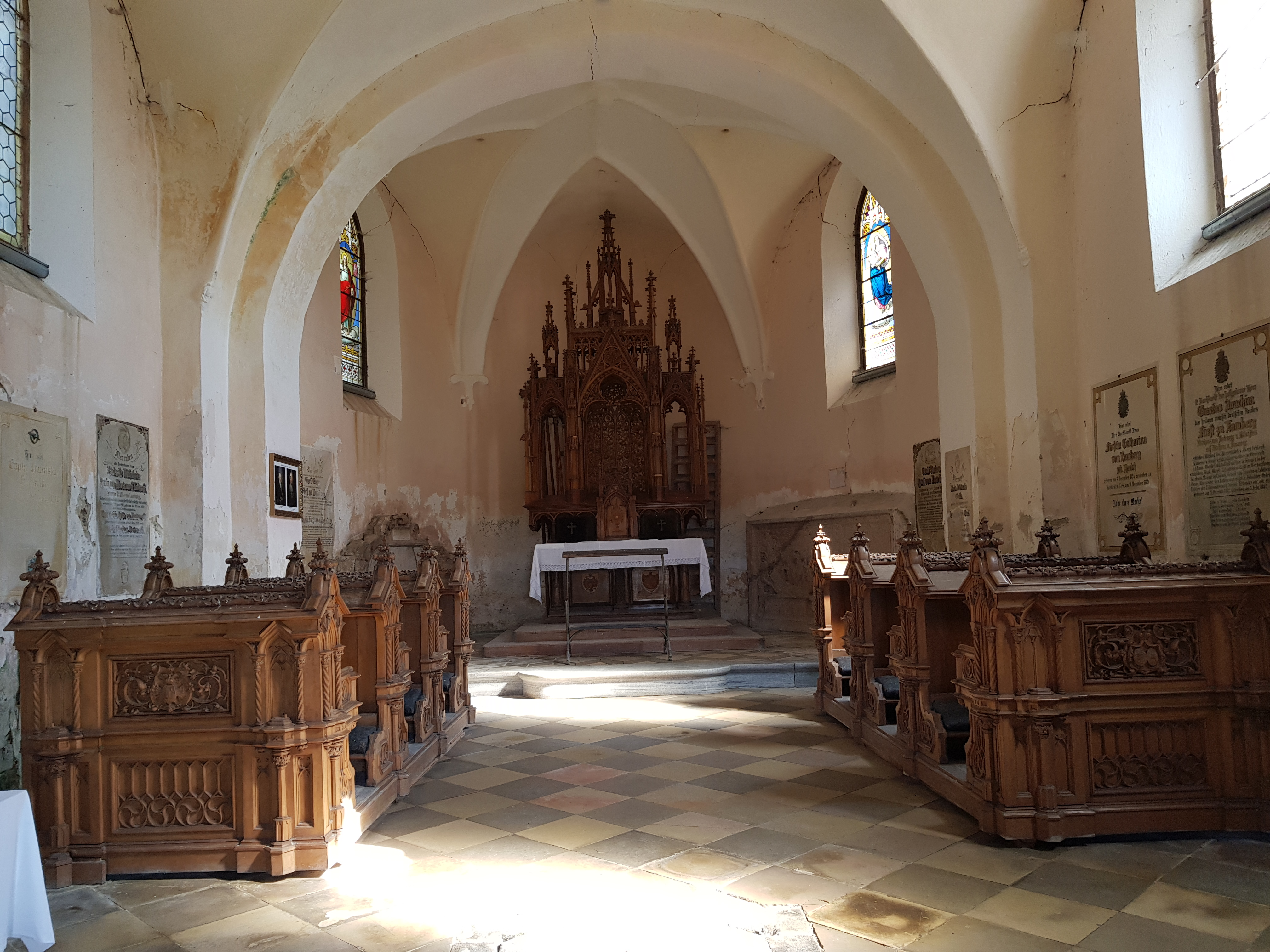
Interiér kaple

### Kaple
Kaple je sklenuta křížovou hřebínkovou klenbou a v závěru síťovou hřebínkovou klenbou se vzorcem poloviční hvězdy.

#### Hlavní oltář
Bohatě vyřezávaný hlavní oltář zhotovil podle návrhu rakouského architekta Heinricha Ferstela Jan Rint. Ústředním motivem byla socha Ukřižovaného, po stranách bývaly sochy sv. Karla Boromejského v mnišském rouchu s kloboukem a klíčem (vlevo) a sv. Erazima taktéž v mnišském rouchu s mitrou a berlou (vpravo), ty však byly ukradeny. Ústřední niku ohraničují čtyři baldachýnky, ve kterých před vykradením bývaly sochy andělů. Pod střední nikou je tabernákl, který má dvířka s precizně vyřezaným reliéfem monstrance. Oltář je podepsaný, na pravém boku je nápis RINT. 1860, do písmene R je vkomponováno písmeno J. Oltářní mensu podpírají tři páry sloupů, každá dvojice má unikátní dekor. Na zadní straně desky je lamberský erb (vlevo) a alianční znak lamberský a oettingen-wallersteinský (vpravo). Vyřezávané věčné světlo bylo odcizeno.

#### Lavice
Dvojici třířadových lavic na vnitřní straně kostela zdobily sošky apoštolů a andělů. Po Sametové revouluci však byly odcizeny. Na zadních čelech oddílů lavic je lamberský erb (vlevo) a sdružený lambersko-oettingen-wallersteinský (vpravo). Na předních čelech je rozdělený text Verfertigt, Wien 1861 a von A. Matyasovsky.

#### Empora

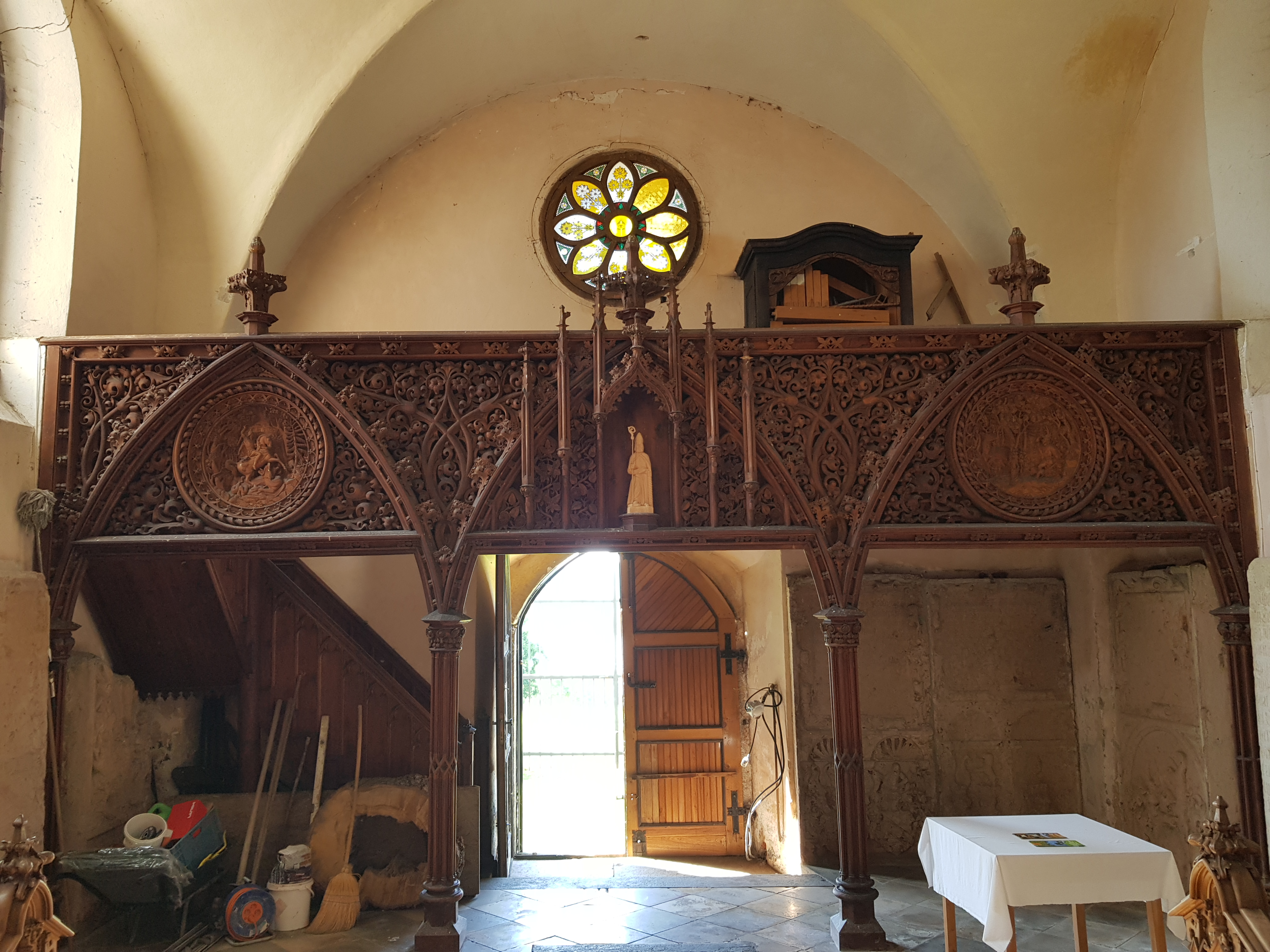
Interiér kaple – kruchta

Na západní straně se nachází kruchta, kterou podpírají čtyři sloupy. Jejich hlavice tvoří listy a květy růže nebo listy vinné révy s hrozny. Na jednom sloupu je nápis RINT IN LINZ 1861 s vloženým písmenem J. Mistrovsky řešeným prvkem výzdoby je především poprsnice kruchty. Je rozdělena na tři pole, ve středním je nika se sochou Panny Marie (uschována jinde), v levém poli kruhový reliéf s výjevem sv. Jiřího bojujícího s drakem a vpravo sv. Huberta na lovu. Sv. Hubert připomíná úřad nejvyššího dědičného lovčího v Horních Rakousích, který Lambergové zastávali. V reliéfu sv. Jiřího je nápis RINT. 1862 s vloženým písmenem J. Na kruchtě jsou varhany vyrobené ve Vídni, což dokazuje nápuis na vnitřní straně krytu klaviatury J. DEUTSCHMANN IN WIEN.

#### Epitafy
Na zdech se nachází deset bohatě heraldicky a výtvarně zdobených epitafů příslušníků bavorské (české) větve rodu Lambergů, kteří byli v podzemní hrobce pohřbeni. Čísla odpovídají pořadí úmrtí v tabulce kapitoly Seznam pohřbených.
| Levá stěna                        | Levá stěna                                                    | Levá stěna                                        | Levá stěna | Levá stěna                               | Levá stěna |
| --------------------------------- | ------------------------------------------------------------- | ------------------------------------------------- | --- | ---------------------------------------- | --- |
|                                   | 16. Bedřich Karel Emil hrabě z Lambergu                       | 15. Emilie Františka Bedřiška hraběnka z Lambergu | 7. Bedřiška Vilemína hraběnka z Montecuccoli-Laderchi, rozená hraběnka z Lambergu a její děti 6. Marie Klotilda a 8. Felix Karel |                                          | 9. Karel Evžen kníže z Lambergu a jeho choť 10. Bedřiška, rozená kněžna z Oettingen-Oettingenu a Oettingen-Wallersteinu |
|                                   |                                                               |                                                   | |                                          | |
| Pravá stěna                       |                                                               |                                                   | |                                          | |
| 11. Emil Antonín hrabě z Lambergu | 12. Marie Bedřiška Emilie a 13. Robert Gustav Emil z Lambergu | 18. Kateřina kněžna z Lambergu, rozená Hrádková   | 14. Karel Jáchym kníže z Lambergu                                                                                                | 17. Gustav Vilém Jáchym kníže z Lambergu | 1. Karel Arnošt 2. Josefína Bedřiška 3. Max Josef 4. Ludvík Karel 5. Žofie Josefína z Lambergu                          |
|                                   |                                                               |                                                   | |                                          | |

#### Náhrobníky

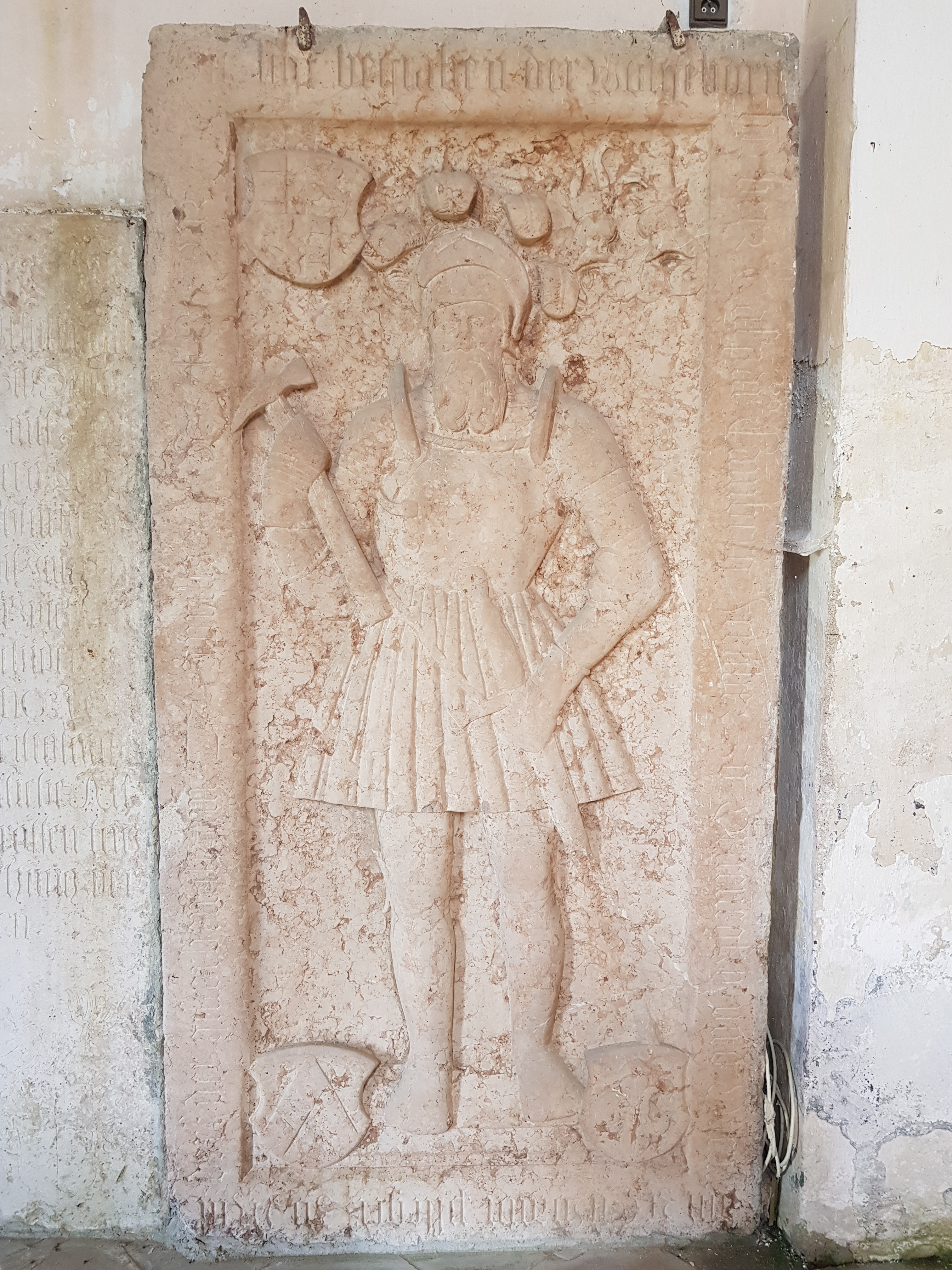
Náhrobní deska Kašpara z Lambergu

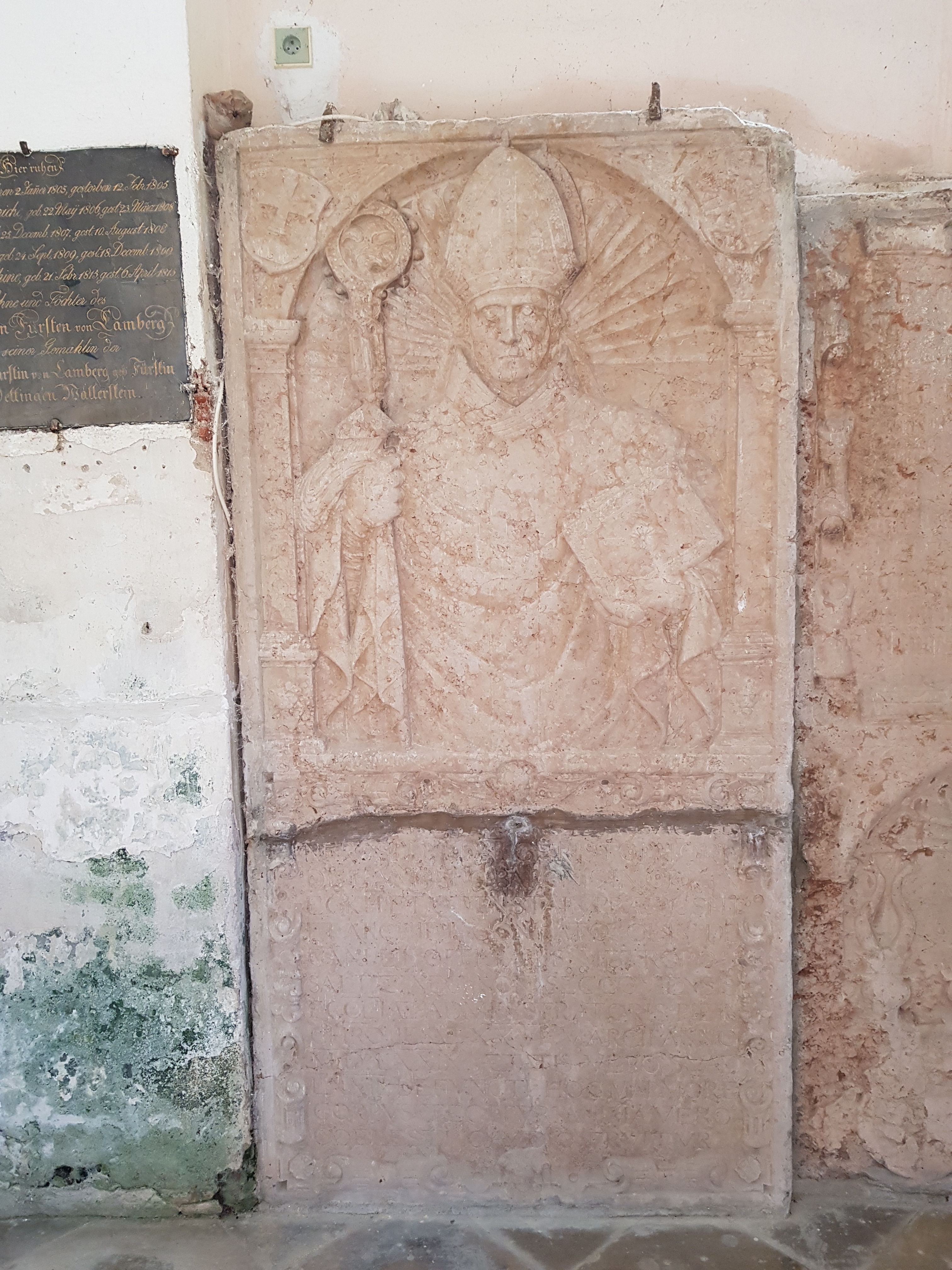
Náhrobní deska Kryštofa z Lambergu

V roce 1936 bylo na vnitřních stěnách kaple osazeno třináct renesančních náhrobníků a epitafů ze 16. a počátku 17. století, vesměs z bílého a červeného mramoru. Do Čech byly převezeny ze zrušeného hřbitova v Salcburku v roce 1850. Původně byly uskladněny na nádvoří žichovického zámku. Koncem 19. století byly zasazeny do západní ohradní zdi kaple. Venku však trpěly v drsných povětrnostních podmínkách, proto byly nakonec umístěny uvnitř.
Mezi nejpropracovanější patří deska 
Kašpara z Lambergu († 1548), na které je vyobrazen rytíř ve zbroji. V rozích jsou erby. Nápis je kolem dokola. Deska má rozměry 2,50 na 1,23 metru.
Na náhrobní desce Kryštofa IV. z Lambergu († 1579), který v letech 1541–1546 zastával úřad biskupa ze Seckau, je polopostava církevního hodnostáře představena v kněžském rouchu s berlou a knihou. Zatímco biskup je vyobrazen v horní polovině desky v renesanční nice vyložené mušlí a podpírané pilastry s ornamentálním dekorem, nápis je v dolní polovině. Deska má rozměry 2,21 na 1,12 metru.
Vpravo od oltáře se nachází podélná náhrobní deska z roku 1551. Její rozměry jsou 1,44 na 2,87 metrů. Silně vypouklý reliéf zobrazuje Kladení do hrobu. Vpravo od sarkofágu (hrobu) je vyobrazen klečící 
Ambrož z Lambergu, děkan salcburské katedrály, oděný v kněžském rouchu.
Neméně cenný je náhrobek salcburského arcibiskupa (?) Baltazara z Lambergu, který se však dochoval jen částečně. Vlevo dole je reliéf postavy v arcibiskupském rouchu, který klečí před Ukřižovaným. Vpravo je lamberský erb. Deska má rozměry 1,65 na 0,97 metru.

### Krypta
Krypta se skládá ze dvou prostor, které vyplňují téměř celý prostor pod kaplí. Vchod do kaple je v podlaze pod kruchtou pár metrů od vstupu do kaple. Předsíň je zaklenuta valenou segmentovou klenbou a vlastní hrobka valenou klenbou. Odvětrávání je zajištěno severním a jižním kanálem, které se nacházejí přibližně v polovině vlastní hrobky. V hrobce je umístěno deset rakví dospělých osob a šest dětských.

## Seznam pohřbených

### Chronologicky podle data úmrtí
V tabulce jsou uvedeny základní informace o pohřbených. Fialově jsou vyznačeni příslušníci rodu Lambergů, žlutě jsou vyznačeny manželky přivdané do rodiny, pokud zde byly pohřbeny, a blízcí příbuzní. Červeně jsou zvýrazněna knížata a zeleně osoby, které byly původně pohřbeny jinde. Generace jsou počítány od Wolrata II. Lambergera († 1214). V roce 1707 byli Lambergové povýšeni do knížecího stavu. U manželek je generace v závorce a týká se generace manžela. U dětí Felixe z Montecuccoli-Laderchi je generace odvozena z matčiny strany, proto je také v závorce.
| Po-řadí | Gene-race | Jméno pohřbeného                                                                   | Datum a místo narození           | Otec | Datum a místo sňatku, choť                                                        | Pohřeb a uložení do hrobky                                                                                                | Poznámky |
| Po-řadí | Gene-race | Jméno pohřbeného                                                                   | Datum a místo úmrtí              | Matka | Datum a místo sňatku, choť                                                        | Pohřeb a uložení do hrobky                                                                                                | Poznámky |
| ------- | --------- | ---------------------------------------------------------------------------------- | -------------------------------- | --- | --------------------------------------------------------------------------------- | --- | --- |
| 1.      | 17.       | Karel Arnošt (Karl Ernst) z Lambergu                                               | 2. 1. 1805                       | Karel Evžen z Lambergu (č. 9)                                                                                 |                                                                                   | Původně pohřben v Salcburku.                                                                                              | Zemřel jako jednoměsíční kojenec. |
| 1.      | 17.       | Karel Arnošt (Karl Ernst) z Lambergu                                               | 12. 2. 1805                      | Bedřiška Žofie z Oettingen-Oettingenu (č. 10)                                                                 |                                                                                   | Původně pohřben v Salcburku.                                                                                              | Zemřel jako jednoměsíční kojenec. |
| 2.      | 17.       | Josefína Bedřiška (Josephine Friederike) z Lambergu                                | 22. 5. 1806                      | Karel Evžen z Lambergu (č. 9)                                                                                 |                                                                                   | Původně pohřbena v Salcburku.                                                                                             | Zemřela jako téměř dvouletá. |
| 2.      | 17.       | Josefína Bedřiška (Josephine Friederike) z Lambergu                                | 23. 3. 1808                      | Bedřiška Žofie z Oettingen-Oettingenu (č. 10)                                                                 |                                                                                   | Původně pohřbena v Salcburku.                                                                                             | Zemřela jako téměř dvouletá. |
| 3.      | 17.       | Maxmilián Josef (Maximilian Joseph) z Lambergu                                     | 25. 12. 1807                     | Karel Evžen z Lambergu (č. 9)                                                                                 |                                                                                   | Původně pohřben v Salcburku.                                                                                              | Zemřel jako osmiměsíční kojenec. |
| 3.      | 17.       | Maxmilián Josef (Maximilian Joseph) z Lambergu                                     | 10. 8. 1808                      | Bedřiška Žofie z Oettingen-Oettingenu (č. 10)                                                                 |                                                                                   | Původně pohřben v Salcburku.                                                                                              | Zemřel jako osmiměsíční kojenec. |
| 4.      | 17.       | Ludvík Karel (Ludwig Karl) z Lambergu                                              | 24. 9. 1809                      | Karel Evžen z Lambergu (č. 9)                                                                                 |                                                                                   | Původně pohřben v Salcburku.                                                                                              | Zemřel jako tříměsíční kojenec. |
| 4.      | 17.       | Ludvík Karel (Ludwig Karl) z Lambergu                                              | 18. 12. 1809                     | Bedřiška Žofie z Oettingen-Oettingenu (č. 10)                                                                 |                                                                                   | Původně pohřben v Salcburku.                                                                                              | Zemřel jako tříměsíční kojenec. |
| 5.      | 17.       | Žofie Josefína (Sophia Josefina) z Lambergu                                        | 21. 2. 1815                      | Karel Evžen z Lambergu (č. 9)                                                                                 |                                                                                   | Původně pohřbena v Salcburku.                                                                                             | Zemřela jako dvouměsíční kojenec. |
| 5.      | 17.       | Žofie Josefína (Sophia Josefina) z Lambergu                                        | 6. 4. 1815                       | Bedřiška Žofie z Oettingen-Oettingenu (č. 10)                                                                 |                                                                                   | Původně pohřbena v Salcburku.                                                                                             | Zemřela jako dvouměsíční kojenec. |
| 6.      | (18.)     | Marie Klotilda z Montecuccoli-Laderchi                                             | 1. 6. 1829                       | Felix z Montecuccoli-Laderchi 2.10.1799 Mitterau – 2. 1. 1846 Vídeň                                           |                                                                                   | | Dvojče. Zemřela krátce po porodu. |
| 6.      | (18.)     | Marie Klotilda z Montecuccoli-Laderchi                                             | 4. 6. 1829                       | Bedřiška Vilemína (Friederike Wilhelmine) z Lambergu (č. 7)                                                   |                                                                                   | | Dvojče. Zemřela krátce po porodu. |
| 7.      | 17.       | Bedřiška Vilemína (Friederike Wilhelmine) z Lambergu                               | 29. 6. 1803 Steyr                | Karel Evžen z Lambergu (č. 9)                                                                                 | 8. 1. 1828: Felix z Montecuccoli-Laderchi 2. 10. 1799 Mitterau – 2. 1. 1846 Vídeň | | Zemřela na následky komplikovanému porodu dvojčat. |
| 7.      | 17.       | Bedřiška Vilemína (Friederike Wilhelmine) z Lambergu                               | 11. 6. 1829 Vídeň                | Bedřiška Žofie z Oettingen-Oettingenu (č. 10)                                                                 | 8. 1. 1828: Felix z Montecuccoli-Laderchi 2. 10. 1799 Mitterau – 2. 1. 1846 Vídeň | | Zemřela na následky komplikovanému porodu dvojčat. |
| 8.      | (18.)     | Felix Karel z Montecuccoli-Laderchi                                                | 30. 5. 1829                      | Felix z Montecuccoli-Laderchi 2.10.1799 Mitterau – 2. 1. 1846 Vídeň                                           |                                                                                   | | Dvojče. Zemřel krátce po porodu. |
| 8.      | (18.)     | Felix Karel z Montecuccoli-Laderchi                                                | 17. 6. 1829                      | Bedřiška Vilemína (Friederike Wilhelmine) z Lambergu (č. 7)                                                   |                                                                                   | | Dvojče. Zemřel krátce po porodu. |
| 9.      | 16.       | Karel Evžen z Lambergu                                                             | 1. 4. 1764                       | Maxmilián Josef z Lambergu 22. 11. 1729 – 23. 6. 1792                                                         | 19. 9. 1802 zámek Wallerstein: Bedřiška Žofie z Oettingen-Wallersteinu (č. 10)    | | 5. kníže z Lambergu (1797–1831), c. k. komoří, grand Španělska a Kastilie 1. třídy, magnát v Uhrách, držitel velkokříže královského bavorského Řádu sv. Huberta a čestný rytíř Maltézského řádu. Jako první Lamberg se usadil v Čechách. Zakladatel hrobky, milovník knih a grafiky. |
| 9.      | 16.       | Karel Evžen z Lambergu                                                             | 11. 5. 1831                      | Marie Johana z Dachsbergu 18. 11. 1746 – 1832                                                                 | 19. 9. 1802 zámek Wallerstein: Bedřiška Žofie z Oettingen-Wallersteinu (č. 10)    | | 5. kníže z Lambergu (1797–1831), c. k. komoří, grand Španělska a Kastilie 1. třídy, magnát v Uhrách, držitel velkokříže královského bavorského Řádu sv. Huberta a čestný rytíř Maltézského řádu. Jako první Lamberg se usadil v Čechách. Zakladatel hrobky, milovník knih a grafiky. |
| 10.     | (16.)     | Bedřiška Žofie (Friederike Sophie) z Oettingen-Oettingenu a Oettingen-Wallersteinu | 3. nebo 5. 3. 1776 Wallerstein   | Kraft Arnošt z Oettingen-Oettingenu a Oettingen-Wallersteinu 3. 8. 1748 Wallerstein – 6. 10. 1802 Wallerstein | 19. 9. 1802 zámek Wallerstein: Karel Evžen z Lambergu (č. 9)                      | | Dáma Řádu hvězdového kříže a palácová dáma. Narodily se jí následující děti: - 1. Vilemína Bedřiška, provd. Montecuccoli-Laderchi (1803–1829; č. 7) - 2. Karel Arnošt (*/† 1805; č. 1) - 3. Josefína Bedřiška (1806–1808; č. 2) - 4. Maxmilián Josef (1807–1808; č. 3) - 5. Ludvík Karel (*/† 1809; č. 4) - 6. Gustav Jáchym (1812–1862; č. 14) - 7. Žofie Josefína (*/† 1815; č. 5) - 8. Emil Antonín (1816–1836; č. 11) |
| 10.     | (16.)     | Bedřiška Žofie (Friederike Sophie) z Oettingen-Oettingenu a Oettingen-Wallersteinu | 17. 7. 1831                      | Marie Tereza z Thurn-Taxisu 10. 7. 1757 Řezno – 9. 3. 1776 Wallerstein                                        | 19. 9. 1802 zámek Wallerstein: Karel Evžen z Lambergu (č. 9)                      | | Dáma Řádu hvězdového kříže a palácová dáma. Narodily se jí následující děti: - 1. Vilemína Bedřiška, provd. Montecuccoli-Laderchi (1803–1829; č. 7) - 2. Karel Arnošt (*/† 1805; č. 1) - 3. Josefína Bedřiška (1806–1808; č. 2) - 4. Maxmilián Josef (1807–1808; č. 3) - 5. Ludvík Karel (*/† 1809; č. 4) - 6. Gustav Jáchym (1812–1862; č. 14) - 7. Žofie Josefína (*/† 1815; č. 5) - 8. Emil Antonín (1816–1836; č. 11) |
| 11.     | 17.       | Emil Antonín z Lambergu                                                            | 26. 3. 1816                      | Karel Evžen z Lambergu (č. 9)                                                                                 |                                                                                   | Pohřben 10. 12.1836 v knížecí kryptě.                                                                                     | Poručík u 2. hulánského pluku polního maršála knížete Schwarzenberga. Během lovu se mu při výstřelu roztrhla hlaveň pušky, zranila mu ruku, ze které pak silně krvácel. Zemřel o několik dní později na tetanus ve věku 20 let. |
| 11.     | 17.       | Emil Antonín z Lambergu                                                            | 5. 12. 1836 Praha                | Bedřiška Žofie z Oettingen-Oettingenu (č. 10)                                                                 |                                                                                   | Pohřben 10. 12.1836 v knížecí kryptě.                                                                                     | Poručík u 2. hulánského pluku polního maršála knížete Schwarzenberga. Během lovu se mu při výstřelu roztrhla hlaveň pušky, zranila mu ruku, ze které pak silně krvácel. Zemřel o několik dní později na tetanus ve věku 20 let. |
| 12.     | 18.       | Marie Bedřiška Emilie (Maria Friederike Emilie) Hrádková                           | 1. 9. 1849 Žihobce               | Gustav Jáchym z Lambergu (č. 14)                                                                              |                                                                                   | Jako nemanželské dítě původně pohřbena 10. 10. 1849 na hřbitově poblíž vchodu do kostela, do hrobky pohřbena v roce 1855. | Nemanželská dcera, zemřela ve věku 5 týdnů na ochrnutí mozku. |
| 12.     | 18.       | Marie Bedřiška Emilie (Maria Friederike Emilie) Hrádková                           | 8. 10. 1849 Žihobce              | Kateřina Hrádková (č. 18)                                                                                     |                                                                                   | Jako nemanželské dítě původně pohřbena 10. 10. 1849 na hřbitově poblíž vchodu do kostela, do hrobky pohřbena v roce 1855. | Nemanželská dcera, zemřela ve věku 5 týdnů na ochrnutí mozku. |
| 13.     | 18.       | Robert Gustav Emil z Lambergu                                                      | 25. 10. 1854 Žihobce             | Gustav Jáchym z Lambergu (č. 14)                                                                              |                                                                                   | Pohřben 7. 2. 1855 v knížecí kryptě u sv. Erazima.                                                                        | Nemanželský syn, zemřel jako tříměsíční kojenec na nekrotické změknutí žaludku (gastromalacia). |
| 13.     | 18.       | Robert Gustav Emil z Lambergu                                                      | 5. 2. 1855 Žihobce               | Kateřina Hrádková (č. 18)                                                                                     |                                                                                   | Pohřben 7. 2. 1855 v knížecí kryptě u sv. Erazima.                                                                        | Nemanželský syn, zemřel jako tříměsíční kojenec na nekrotické změknutí žaludku (gastromalacia). |
| 14.     | 17.       | Gustav Jáchym z Lambergu                                                           | 21. 12. 1812 Linec               | Karel Evžen z Lambergu (č. 9)                                                                                 | 16. 1. 1855 Strašín (morganaticky): Kateřina Hrádková (č. 18)                     | Tělo bylo 6. 2. 1862 vykropeno ve Vídni a poté převezeno k pohřbu do rodinné hrobky v Nezamyslicích.                      | 6. kníže z Lambergu, dědičný člen Panské sněmovny rakouské Říšské rady, nejvyšší dědičný zemský lovčí v Horních Rakousích, nejvyšší dědičný zemský komoří v Horních Rakousích, nejvyšší dědičný zemský štolba v Kraňsku a Vindické marce, nejvyšší dědičný zemský stolník v Salcbursku, magnát v Uhrách, grand Španělska a Kastilie 1. třídy, čestný rytíř Maltézského řádu. Zemřel ve věku 49 let na tyfus. |
| 14.     | 17.       | Gustav Jáchym z Lambergu                                                           | 3. 2. 1862 Vídeň-Leopoldstadt    | Bedřiška Žofie z Oettingen-Oettingenu (č. 10)                                                                 | 16. 1. 1855 Strašín (morganaticky): Kateřina Hrádková (č. 18)                     | Tělo bylo 6. 2. 1862 vykropeno ve Vídni a poté převezeno k pohřbu do rodinné hrobky v Nezamyslicích.                      | 6. kníže z Lambergu, dědičný člen Panské sněmovny rakouské Říšské rady, nejvyšší dědičný zemský lovčí v Horních Rakousích, nejvyšší dědičný zemský komoří v Horních Rakousích, nejvyšší dědičný zemský štolba v Kraňsku a Vindické marce, nejvyšší dědičný zemský stolník v Salcbursku, magnát v Uhrách, grand Španělska a Kastilie 1. třídy, čestný rytíř Maltézského řádu. Zemřel ve věku 49 let na tyfus. |
| 15.     | 18.       | Emilie Františka Bedřiška (Emilia Franziska Friederike) z Lambergu                 | 14. 7. 1846 Steyr, Horní Rakousy | Gustav Jáchym z Lambergu (č. 14)                                                                              |                                                                                   | | Nemanželská dcera. Studovala v internátní dívčí škole Nadace Maxe Josefa v Mnichově. Zemřela ve věku 16 let na tyfus. |
| 15.     | 18.       | Emilie Františka Bedřiška (Emilia Franziska Friederike) z Lambergu                 | 4. 11. 1862 Mnichov              | Kateřina Hrádková (č. 18)                                                                                     |                                                                                   | | Nemanželská dcera. Studovala v internátní dívčí škole Nadace Maxe Josefa v Mnichově. Zemřela ve věku 16 let na tyfus. |
| 16.     | 18.       | Bedřich Karel Emil (Friedrich Carl Emil) z Lambergu                                | 25. 9. 1843 Steyr, Horní Rakousy | Gustav Jáchym z Lambergu (č. 14)                                                                              |                                                                                   | Tělo bylo 7. 3. vykropeno v Kitzbühelu. Pochován 10. 3. 1883 v knížecí kryptě.                                            | Nemanželský syn. C. k. nadporučík ve výslužbě, majitel Vojenského záslužného kříže s válečnou dekorací a Válečné medaile. V bitvě u Hradce Králové v roce 1866 se vážně zranil na hlavě, poté trpěl psychickými problémy, které přerostly v choromyslnost. Zemřel ve věku 39 let na ochrnutí mozku. |
| 16.     | 18.       | Bedřich Karel Emil (Friedrich Carl Emil) z Lambergu                                | 4. 3. 1883 Kitzbühel, Tyrolsko   | Kateřina Hrádková (č. 18)                                                                                     |                                                                                   | Tělo bylo 7. 3. vykropeno v Kitzbühelu. Pochován 10. 3. 1883 v knížecí kryptě.                                            | Nemanželský syn. C. k. nadporučík ve výslužbě, majitel Vojenského záslužného kříže s válečnou dekorací a Válečné medaile. V bitvě u Hradce Králové v roce 1866 se vážně zranil na hlavě, poté trpěl psychickými problémy, které přerostly v choromyslnost. Zemřel ve věku 39 let na ochrnutí mozku. |
| 17.     | 18.       | Gustav Vilém Emil (Gustav Wilhelm Emil) z Lambergu                                 | 13. 9. 1841 Steyr, Horní Rakousy | Gustav Jáchym z Lambergu (č. 14)                                                                              |                                                                                   | Tělo bylo 31. 1. 1886 vykropeno ve Vídni a poté převezeno do Nezamyslic. Pohřben 3. 2. v knížecí kryptě.                  | 7. kníže z Lambergu (1862–1886), c. k. rytmistr. Nejstarší nemanželský syn, zemřel ve věku 44 let na ubytí (atrofii) ledvin. |
| 17.     | 18.       | Gustav Vilém Emil (Gustav Wilhelm Emil) z Lambergu                                 | 28. 1. 1886 Vídeň-Vnitřní Město  | Kateřina Hrádková (č. 18)                                                                                     |                                                                                   | Tělo bylo 31. 1. 1886 vykropeno ve Vídni a poté převezeno do Nezamyslic. Pohřben 3. 2. v knížecí kryptě.                  | 7. kníže z Lambergu (1862–1886), c. k. rytmistr. Nejstarší nemanželský syn, zemřel ve věku 44 let na ubytí (atrofii) ledvin. |
| 18.     | (17.)     | Kateřina Hrádková, známá jako kněžna Káča                                          | 8. 12. 1824 Čejkovy              | Václav Hrádek                                                                                                 | 16. 1. 1855 Strašín: Gustav Jáchym z Lambergu (č. 14)                             | Pohřbena 17. 12. 1889. | Neurozeného původu, dcera panského šafáře v Čejkovech. Zemřela ve věku 65 let na ochrnutí srdce. Narodilo se jí deset dětí. Prvních devět bylo nemanželských. Po sňatku v roce 1855 prohlásil její choť všechny děti za vlastní. - 1. Gustav Vilém (1841–1886; č. 17), 7. kníže - 2. Bedřich Karel (1843–1883; č. 16) - 3. Karel Václav (1845–1906; pohřben v Kitzbühelu), 8. a poslední kníže, titul ztratil v roce 1887 - 4. Emílie Františka (1846–1862; č. 15) - 5. Hubert Antonín Emil (1848 – po 1886) - 6. Marie Bedřiška (*/† 1849; č. 12) - 7. Eduard Gustav Emil (1850–1899) - 8. Hugo Antonín Emil (1853–1913) - 9. Robert Gustav (1854–1855; č. 13) - 10. Josef Bedřich Emil (1856–1904), jediný manželský syn |
| 18.     | (17.)     | Kateřina Hrádková, známá jako kněžna Káča                                          | 10. 12. 1889 Kitzbühel           | Zuzana Kastnerová                                                                                             | 16. 1. 1855 Strašín: Gustav Jáchym z Lambergu (č. 14)                             | Pohřbena 17. 12. 1889. | Neurozeného původu, dcera panského šafáře v Čejkovech. Zemřela ve věku 65 let na ochrnutí srdce. Narodilo se jí deset dětí. Prvních devět bylo nemanželských. Po sňatku v roce 1855 prohlásil její choť všechny děti za vlastní. - 1. Gustav Vilém (1841–1886; č. 17), 7. kníže - 2. Bedřich Karel (1843–1883; č. 16) - 3. Karel Václav (1845–1906; pohřben v Kitzbühelu), 8. a poslední kníže, titul ztratil v roce 1887 - 4. Emílie Františka (1846–1862; č. 15) - 5. Hubert Antonín Emil (1848 – po 1886) - 6. Marie Bedřiška (*/† 1849; č. 12) - 7. Eduard Gustav Emil (1850–1899) - 8. Hugo Antonín Emil (1853–1913) - 9. Robert Gustav (1854–1855; č. 13) - 10. Josef Bedřich Emil (1856–1904), jediný manželský syn |

### Podle uložení
Současné rozmístění rakví je následující (čísla odpovídají pořadí úmrtí z předchozí tabulky):
| Ludwig Karl z Lambergu */† 1809 (č. 4)                   | Ludwig Karl z Lambergu */† 1809 (č. 4)           | Ludwig Karl z Lambergu */† 1809 (č. 4)              | vchod | Friederike Sophie z Oettingen-Wallersteinu 1776–1831 (č. 10) | Friederike Sophie z Oettingen-Wallersteinu 1776–1831 (č. 10) | Friederike Sophie z Oettingen-Wallersteinu 1776–1831 (č. 10) |
| Max Joseph z Lambergu 1807–1808 (č. 3)                   | Max Joseph z Lambergu 1807–1808 (č. 3)           | Max Joseph z Lambergu 1807–1808 (č. 3)              | vchod | Karl Eugen z Lambergu 1764–1831 (č. 9)                       | Karl Eugen z Lambergu 1764–1831 (č. 9)                       | Karl Eugen z Lambergu 1764–1831 (č. 9)                       |
| Sophie Josephine z Lambergu */† 1815 (č. 5)              | Sophie Josephine z Lambergu */† 1815 (č. 5)      | Sophie Josephine z Lambergu */† 1815 (č. 5)         | vchod | Marie Clotilde z Montecuccoli-Laderchi */† 1829 (č. 6)       | Friederike Wilhelmine z Lambergu 1803–1829 (č. 7)            | Felix Karl z Montecuccoli-Laderchi */† 1829 (č. 8)           |
| Josephine Friederike z Lambergu 1806–1808 (č. 2)         | Josephine Friederike z Lambergu 1806–1808 (č. 2) | Josephine Friederike z Lambergu 1806–1808 (č. 2)    | vchod | Emil Anton z Lambergu 1816–1836 (č. 11)                      | Emil Anton z Lambergu 1816–1836 (č. 11)                      | Emil Anton z Lambergu 1816–1836 (č. 11)                      |
| Robert Gustav Emil z Lambergu 1854–1855 (č. 13)          | Robert Gustav Emil z Lambergu 1854–1855 (č. 13)  | Marie Friederike Emilie z Lambergu */† 1849 (č. 12) | vchod | Gustav Joachim z Lambergu 1812–1862 (č. 14)                  | Gustav Joachim z Lambergu 1812–1862 (č. 14)                  | Gustav Joachim z Lambergu 1812–1862 (č. 14)                  |
| Karl Ernst z Lambergu */† 1805 (č. 1)                    | Karl Ernst z Lambergu */† 1805 (č. 1)            | Karl Ernst z Lambergu */† 1805 (č. 1)               | vchod | Kateřina Hrádková 1824–1889 (č. 18)                          | Kateřina Hrádková 1824–1889 (č. 18)                          | Kateřina Hrádková 1824–1889 (č. 18)                          |
|                                                          | neidentifikováno                                 |                                                     | vchod | Gustav Wilhelm Emil z Lambergu 1841–1886 (č. 17)             | Gustav Wilhelm Emil z Lambergu 1841–1886 (č. 17)             | Gustav Wilhelm Emil z Lambergu 1841–1886 (č. 17)             |
| Friedrich Wilhelm Emil z Lambergu 1843–1883 (č. 16)      | neidentifikováno                                 |                                                     | vchod |                                                              |                                                              |                                                              |
| Emilie Franziska Friederike z Lambergu 1846–1882 (č. 15) | neidentifikováno                                 |                                                     | vchod |                                                              |                                                              |                                                              |

### Nápisy na rakvích
Na některých rakvích se zachovaly nápisy (čísla odpovídají pořadí úmrtí z předchozí tabulky):
| Friederike Sophie z Oettingen-Wallersteinu (1776–1831) (č. 10) | Friederike Wilhelmine z Lambergu (1803–1829) (č. 7) Marie Clotilde z Montecuccoli-Laderchi (*/† 1829) (č. 6) Felix Karl z Montecuccoli-Laderchi (*/† 1829) (č. 8) |
| --- | --- |
| Die Durchlauchtig Hochgeborene verwittwete Frau Friderike Fürstin von Lamberg geborne Fürstin von Oettingen=Oettingen und Oettingen=Wallerstein Sternkreuz Ordensdame, und Palastdame Ihrer Majestät der Kaiserin von Österreich gest. den 17. July 1831 im 55 Lebensjahre | Hier ruhen Frau Frau Friederike Wilhelmine von Mentecuccoli, geborne Gräfin von Lamberg Tochter des Carl Eugen Fürsten von Lam berg und der Frau Friederike Gräfin von Lamberg, geborne Fürstin von Oettingen Wallerstein – geboren den 29. Juni 1803, gestorben den 1. Juni 1829 ?kammt? ihren Zwillingskinder geborne den: Marie Cklotilde Gräfin Montecuccoli, geborne den 1. Juni, gestorben den 4. Juni 1829; und Felix Carl Graf Montecuccoli geboren 30. Mai, gestorben 17ten Juni 1829 |
| Emil Anton z Lambergu (1816–1836) (č. 11) | Karl Eugen z Lambergu (1764–1831) (č. 9) |
| Die Hochgeborne Herr Emil Graf von Lamberg K. K. Lieutenant im Fürst Schwarzenberg 2ten Uhlanen Regiment gestorben am 5ten Dezember 1836 in dem Alter von 21 Jahren | Hier ruhet der Hochgeborne Herr Carl Eugen Fürst von Lamberg, Freyherr von Ortenegg und Otten stein auf Stokern und Amerang, Sr. K. K. Majestät wirklicher Kaemerer, Ritter des König. bairischen St. Hubertus Ordens, Ehren Ritter des Johaniter Ordens, Oberst Erblands Kaemerer und OberstErblandjaeger meister des in Oesterreich ob der Enns, OberErblandstall meister in Krain und der windischen Mark Grand von Spanien und Kastilien erster Klasse, Magnat in Ungarn, Herr Herrschaften Steyer und Goetzendorf in Oesterreich ob der Enns, der Stadt und Herrschaft Kitzbichel, Loevenburg, Kapsburg und Mönichau in Tyrol, der Herrschaften Schicho witz, Zihobetz, Raby und Budietitz in Böhmen Starb nach Empfang der heiligen Sterbsammen den elften Mai 1831 um 10 Uhr vormitags in seinem Lebensalter von 67 Jahren |